# 2.ª etapa del Tour de Francia 2023
La 2.ª etapa del Tour de Francia 2023 se disputó el domingo 2 de julio de 2023 entre Vitoria y San Sebastián en el País Vasco, sobre una distancia de 208,9 km.

## Recorrido
Como en la primera etapa, este tramo presenta un perfil ondulado a través del País Vasco. La ruta está orientada al noreste. Consta de cinco puertos a superar. El final de etapa la forman las carreteras habituales de la Clásica de San Sebastián con el último puerto del programa, el Alto de Jaizkibel, de 2.ª categoría, con 8,1 km y un desnivel medio de 5,3 % cuya cima se sitúa a 16,5 km de la llegada a San Sebastián. Con 209 km de distancia, es la etapa más larga de la edición.
La salida oficial de la etapa estaba prevista a las 12:15 y la salida real fue a las 12:25, mientras que la llegada estaba prevista entre las 17:04 y 17:31, dependiendo de la velocidad media de la etapa (calculada para velocidades medias de 45 km/h y 41km/h).

## Clasificación de la etapa
| Vitoria - San Sebastián | etapa escarpada | (208,9 km) |

| \| Clasificación de la etapa \| Clasificación de la etapa \| Clasificación de la etapa \| Clasificación de la etapa \| Clasificación de la etapa \| \| Ciclista \| Ciclista \| Equipo \| Tiempo \| \| \| ------------------------- \| ------------------------- \| ------------------------- \| ------------------------- \| ------------------------- \| \| 1.º \| Victor Lafay \| Cofidis \| 4 h 46 min 39 s \| \| \| 2.º \| Wout van Aert \| Jumbo-Visma \| + 0 s \| \| \| 3.º \| Tadej Pogačar \| UAE Team Emirates \| + 0 s \| \| \| 4.º \| Thomas Pidcock \| Ineos Grenadiers \| + 0 s \| \| \| 5.º \| Pello Bilbao \| Bahrain Victorious \| + 0 s \| \| \| 6.º \| Michael Woods \| Israel-Premier Tech \| + 0 s \| \| \| 7.º \| Romain Bardet \| Team DSM-Firmenich \| + 0 s \| \| \| 8.º \| Dylan Teuns \| Israel-Premier Tech \| + 0 s \| \| \| 9.º \| Jai Hindley \| Bora-Hansgrohe \| + 0 s \| \| \| 10.º \| Steff Cras \| TotalEnergies \| + 0 s \| \| |                |                     |                 |
| |                |                     |                 |
| Fuente: ProCyclingStats |                |                     |                 |
| Clasificación de la etapa |                |                     |                 |
| Ciclista | Ciclista       | Equipo              | Tiempo          |
| 1.º | Victor Lafay   | Cofidis             | 4 h 46 min 39 s |
| 2.º | Wout van Aert  | Jumbo-Visma         | + 0 s           |
| 3.º | Tadej Pogačar  | UAE Team Emirates   | + 0 s           |
| 4.º | Thomas Pidcock | Ineos Grenadiers    | + 0 s           |
| 5.º | Pello Bilbao   | Bahrain Victorious  | + 0 s           |
| 6.º | Michael Woods  | Israel-Premier Tech | + 0 s           |
| 7.º | Romain Bardet  | Team DSM-Firmenich  | + 0 s           |
| 8.º | Dylan Teuns    | Israel-Premier Tech | + 0 s           |
| 9.º | Jai Hindley    | Bora-Hansgrohe      | + 0 s           |
| 10.º | Steff Cras     | TotalEnergies       | + 0 s           |

## Clasificaciones al final de la etapa

### Clasificación general(Maillot amarillo)
| \| Clasificación general \| Clasificación general \| Clasificación general \| Clasificación general \| Clasificación general \| \| Ciclista \| Ciclista \| Equipo \| Tiempo \| \| \| --------------------- \| --------------------- \| --------------------- \| --------------------- \| --------------------- \| \| 1.º \| Adam Yates \| UAE Team Emirates \| 9 h 09 min 18 s \| \| \| 2.º \| Tadej Pogačar \| UAE Team Emirates \| + 6 s \| \| \| 3.º \| Simon Yates \| Team Jayco AlUla \| + 6 s \| \| \| 4.º \| Victor Lafay \| Cofidis \| + 12 s \| \| \| 5.º \| Wout van Aert \| Jumbo-Visma \| + 16 s \| \| \| 6.º \| Jonas Vingegaard \| Jumbo-Visma \| + 17 s \| \| \| 7.º \| Michael Woods \| Israel-Premier Tech \| + 22 s \| \| \| 8.º \| Jai Hindley \| Bora-Hansgrohe \| + 22 s \| \| \| 9.º \| Mikel Landa \| Bahrain Victorious \| + 22 s \| \| \| 10.º \| Carlos Rodríguez \| Ineos Grenadiers \| + 22 s \| \| |                  |                     |                 |
| |                  |                     |                 |
| Fuente: ProCyclingStats |                  |                     |                 |
| Clasificación general |                  |                     |                 |
| Ciclista | Ciclista         | Equipo              | Tiempo          |
| 1.º | Adam Yates       | UAE Team Emirates   | 9 h 09 min 18 s |
| 2.º | Tadej Pogačar    | UAE Team Emirates   | + 6 s           |
| 3.º | Simon Yates      | Team Jayco AlUla    | + 6 s           |
| 4.º | Victor Lafay     | Cofidis             | + 12 s          |
| 5.º | Wout van Aert    | Jumbo-Visma         | + 16 s          |
| 6.º | Jonas Vingegaard | Jumbo-Visma         | + 17 s          |
| 7.º | Michael Woods    | Israel-Premier Tech | + 22 s          |
| 8.º | Jai Hindley      | Bora-Hansgrohe      | + 22 s          |
| 9.º | Mikel Landa      | Bahrain Victorious  | + 22 s          |
| 10.º | Carlos Rodríguez | Ineos Grenadiers    | + 22 s          |

### Clasificación por puntos(Maillot verde)
| Clasificación por puntos | Clasificación por puntos | Clasificación por puntos | Clasificación por puntos | Clasificación por puntos |
| Ciclista                 | Ciclista                 | Equipo                   | Puntos                   |                          |
| ------------------------ | ------------------------ | ------------------------ | ------------------------ | ------------------------ |
| 1.º                      | Victor Lafay             | Cofidis                  | 65 pts                   |                          |
| 2.º                      | Tadej Pogačar            | UAE Team Emirates        | 42 pts                   |                          |
| 3.º                      | Wout van Aert            | Jumbo-Visma              | 36 pts                   |                          |
| 4.º                      | Michael Woods            | Israel-Premier Tech      | 31 pts                   |                          |
| 5.º                      | Adam Yates               | UAE Team Emirates        | 30 pts                   |                          |
| 6.º                      | Simon Yates              | Team Jayco AlUla         | 25 pts                   |                          |
| 7.º                      | Jai Hindley              | Bora-Hansgrohe           | 21 pts                   |                          |
| 8.º                      | Jasper Philipsen         | Alpecin-Deceuninck       | 21 pts                   |                          |
| 9.º                      | Pascal Eenkhoorn         | Lotto Dstny              | 20 pts                   |                          |
| 10.º                     | Edvald Boasson Hagen     | TotalEnergies            | 20 pts                   |                          |

### Clasificación de montaña(Maillot de lunares rojos)
| Clasificación de la montaña | Clasificación de la montaña | Clasificación de la montaña | Clasificación de la montaña | Clasificación de la montaña |
| Ciclista                    | Ciclista                    | Equipo                      | Puntos                      |                             |
| --------------------------- | --------------------------- | --------------------------- | --------------------------- | --------------------------- |
| 1.º                         | Neilson Powless             | EF Education-EasyPost       | 11 pts                      |                             |
| 2.º                         | Tadej Pogačar               | UAE Team Emirates           | 7 pts                       |                             |
| 3.º                         | Jonas Vingegaard            | Jumbo-Visma                 | 4 pts                       |                             |
| 4.º                         | Pascal Eenkhoorn            | Lotto Dstny                 | 3 pts                       |                             |
| 5.º                         | Georg Zimmermann            | Intermarché-Circus-Wanty    | 3 pts                       |                             |
| 6.º                         | Jonas Gregaard              | Uno-X Pro Cycling Team      | 2 pts                       |                             |
| 7.º                         | Simon Yates                 | Team Jayco AlUla            | 2 pts                       |                             |
| 8.º                         | Esteban Chaves              | EF Education-EasyPost       | 2 pts                       |                             |
| 9.º                         | Edvald Boasson Hagen        | TotalEnergies               | 2 pts                       |                             |
| 10.º                        | Jonas Abrahamsen            | Uno-X Pro Cycling Team      | 1 pt                        |                             |

### Ranking del mejor joven(Maillot blanco)
| Clasificación del mejor joven | Clasificación del mejor joven | Clasificación del mejor joven | Clasificación del mejor joven | Clasificación del mejor joven |
| Ciclista                      | Ciclista                      | Equipo                        | Tiempo                        |                               |
| ----------------------------- | ----------------------------- | ----------------------------- | ----------------------------- | ----------------------------- |
| 1.º                           | Tadej Pogačar                 | UAE Team Emirates             | 9 h 09 min 24 s               |                               |
| 2.º                           | Carlos Rodríguez              | Ineos Grenadiers              | + 16 s                        |                               |
| 3.º                           | Mattias Skjelmose             | Lidl-Trek                     | + 16 s                        |                               |
| 4.º                           | Thomas Pidcock                | Ineos Grenadiers              | + 37 s                        |                               |
| 5.º                           | Tobias Halland Johannessen    | Uno-X Pro Cycling Team        | + 3 min 02 s                  |                               |
| 6.º                           | Matthew Dinham                | Team DSM-Firmenich            | + 3 min 02 s                  |                               |
| 7.º                           | Corbin Strong                 | Israel-Premier Tech           | + 5 min 37 s                  |                               |
| 8.º                           | Felix Gall                    | AG2R Citroën Team             | + 5 min 37 s                  |                               |
| 9.º                           | Mathieu Burgaudeau            | TotalEnergies                 | + 10 min 54 s                 |                               |
| 10.º                          | Matis Louvel                  | Arkéa-Samsic                  | + 10 min 54 s                 |                               |

### Clasificación por equipos
| Clasificación por equipos | Clasificación por equipos | Clasificación por equipos | Clasificación por equipos |
| Equipo                    | Equipo                    | Tiempo                    |                           |
| ------------------------- | ------------------------- | ------------------------- | ------------------------- |
| 1.º                       | Jumbo-Visma               | 27 h 29 min 00 s          |                           |
| 2.º                       | Bahrain Victorious        | + 42 s                    |                           |
| 3.º                       | Ineos Grenadiers          | + 42 s                    |                           |
| 4.º                       | UAE Team Emirates         | + 1 min 07 s              |                           |
| 5.º                       | Lidl-Trek                 | + 3 min 26 s              |                           |
| 6.º                       | Groupama-FDJ              | + 5 min 11 s              |                           |
| 7.º                       | Israel-Premier Tech       | + 5 min 42 s              |                           |
| 8.º                       | Bora-Hansgrohe            | + 8 min 46 s              |                           |
| 9.º                       | AG2R Citroën Team         | + 9 min 26 s              |                           |
| 10.º                      | Team DSM-Firmenich        | + 13 min 31 s             |                           |

## Abandonos
No se produjeron abandonos.